# تیم پدی
تیم پدی (انگلیسی: Timm Peddie؛ زادهٔ ۸ آوریل ۱۹۷۰) دوچرخه‌سوار اهل ایالات متحده آمریکا است. وی در بازی‌های المپیک تابستانی ۱۹۹۲ شرکت کرده است.